# Oberstraße 2 (Harzgerode)

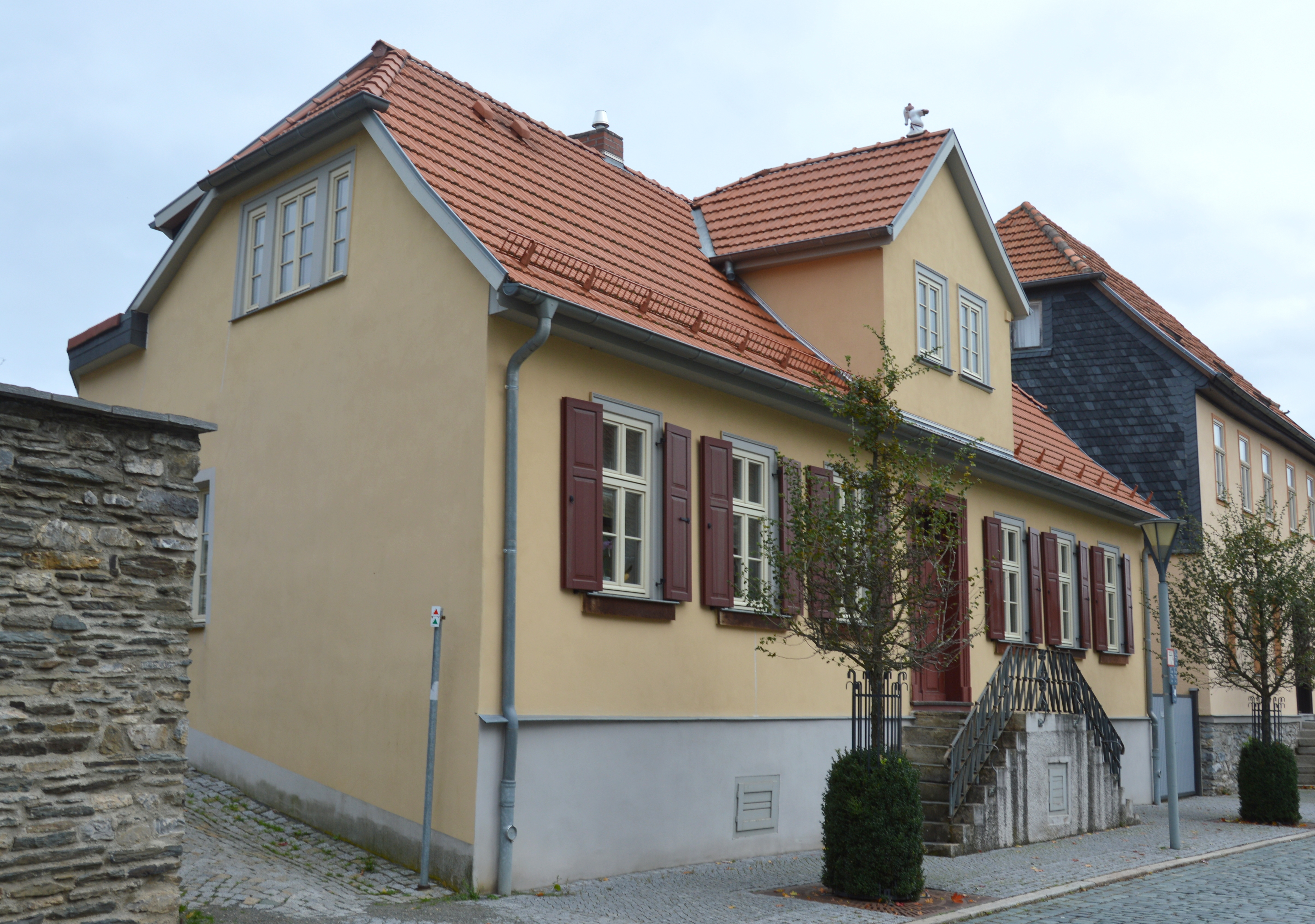
Oberstraße 2

Das Haus Oberstraße 2 ist ein denkmalgeschütztes Wohnhaus in der Stadt Harzgerode in Sachsen-Anhalt im Harz.

## Lage
Es befindet sich am westlichen Ende, auf der Nordseite der Oberstraße unmittelbar gegenüber der Einmündung der Braugasse in der Altstadt von Harzgerode.

## Architektur und Geschichte
Das Gebäude entstand während der Neubebauung des westlichen Teils der Oberstraße nach dem Stadtbrand des Jahres 1817. In der Vergangenheit war es das erste Haus hinter dem jedoch nicht erhaltenen Obertor. Der verputzte Bau entstand in Fachwerkbauweise im Stil des Klassizismus. Die straßenseitige Fassade des auf einem erhöhten Sockel stehenden Hauses ist siebenachsig ausgebildet, wobei in der mittleren Achse der Hauseingang angeordnet ist. Zum Eingang führt eine zweiläufige Freitreppe. Oberhalb der mittleren Achse befindet sich ein Zwerchhaus. Es war zeitweise mit einer Sonnenuhr und Tierkreiszeichen verziert. Anfang des 21. Jahrhunderts erfolgte eine Sanierung des Gebäudes.
Im örtlichen Denkmalverzeichnis ist das Gebäude unter der Erfassungsnummer 094 84759 als Wohnhaus verzeichnet.